# コットンテール
『コットンテール』（原題：Cottontail）は、日本・イギリス合作の映画。日本では2024年3月1日に公開された。主演はリリー・フランキー。
早稲田大学に留学経験があり、英国アカデミー賞US学生映画賞と学生エミー賞のドラマ部門をヨーロッパ人として初めて受賞したパトリック・ディキンソンが監督、リリー・フランキー、錦戸亮、木村多江、高梨臨、キアラン・ハインズらが出演。
撮影は新型コロナウイルス感染拡大に伴う延期を経て、2021年初夏に日本でスタートし、イギリス・ロンドンで敢行された。
2023年10月には第18回ローマ国際映画祭のグランドパブリック部門に正式出品され、最優秀初長編作品賞を受賞した。
タイトルは、『ピーターラビットのおはなし』に登場するピーターの妹の名前から。

## あらすじ
妻の明子を亡くした兼三郎は、彼女の葬式で疎遠になっていた一人息子の慧（トシ）と久しぶりに再会する。明子の遺言状には、夫婦で行きたいと思っていた、子供の頃に愛した『ピーターラビット』の発祥地で、イギリス北部の湖水地方にあるウィンダミア湖に散骨してほしいというという内容が書かれていた。
明子の願いを叶えるべく、兼三郎は慧と彼の妻・さつき、孫のエミと共にイギリスに向かうが、心を開き合えないでいた兼三郎と慧は言い争いとなり、 兼三郎は何も言わずに一人で湖に向かうが、道に迷ってしまい、途方に暮れる。
ある農場にたどり着いた兼三郎は、そこの主ジョンと娘メアリーの世話になることに。兼三郎はそこで過ごすうちに次第に心が安らいでいき、後を追ってやってきた慧との関係にも変化が起きる。

## 登場人物
兼三郎（けんざぶろう）
演 - リリー・フランキー（若年期：工藤孝生）
本作の主人公。
死んだ妻・明子の願いを叶えるため、疎遠になっていた息子・慧の一家とともに東京からイギリスへ旅立つ。
慧（とし）
演 - 錦戸亮
兼三郎の息子。
明子の葬式で父・兼三郎と再会し、妻・さつきらとともにイギリスへ旅立つ。
明子（あきこ）
演 - 木村多江（若年期：恒松祐里）
兼三郎の妻。
さつき
演 - 高梨臨
慧の妻。兼三郎や慧とともにイギリスへ旅立つ。
ジョン
演 - キアラン・ハインズ
農場を営んでおり、道に迷っていた兼三郎を助ける。
メアリー
演 - イーファ・ハインズ
ジョンの娘。

## スタッフ
出典を参照。
- 監督・脚本 - パトリック・ディキンソン
- 製作総指揮 - ガブリエル・タナ
- 製作指揮 - 押田興将、キャロリン・マークス・ブラックウッド、エレーヌ・テオドリー
- エグゼクティブ・プロデューサー - アン・シーハン、マリア・ローガン、レイモンド・パタナヴィラングーン
- 共同プロデューサー - ジェイミー・ハーヴェイ、サッチ・ワタナベ
- アソシエイト・プロデューサー - タイロ・ヒース、エミリー・ロウ、スーザン・シムネット、セバスチャン・ストラコヴィッチ
- 撮影監督 - マーク・ウルフ
- 美術監修 - マシュー・バトン、小坂健太郎
- 編集 - アンディ・ジャダブジ
- 衣装デザイン - 宮本茉莉
- 音響監督 - ダニー・シーハン
- 音楽 - ステファン・グレゴリー

## 受賞
- 第18回ローマ国際映画祭（2023年）
  - 最優秀初長編作品賞[3][5]